# Междузъбна съгласна
Междузъбните съгласни звукове се създават чрез поставяне връхчето на езика между предните горни и долни зъби. Те се различават от зъбните съгласни, чието учленение се извършва с поставяне на езика зад горните резци.
Междузъбнтие съгласни се изписват или едновременно с долен и горен индекс „мостче“ n̪͆ t̪͆ d̪͆ θ̪͆ ð̪͆ r̪͆ l̪͆ ɬ̪͆ ɮ̪͆, или по-често срещаното изписване в МФА като предпоставени венечни съгласни n̟ t̟ d̟ θ̟ ð̟ r̟ l̟ ɬ̟ ɮ̟
Звучни и беззвучни междузъбни проходни (търкави) съгласни [ð̟, θ̟] се срещат в американския английски в произношението на думи като then и thin. В британския английски, тези съгласни са по-скоро зъбни.
Междузъбното [l̟] се среща в някои разновидности на италианския. Междузъбното [ɮ̟] се среща в някои диалекти на амиския.
В повечето аборигенски езици са налице някои зъбни съгласни, които почти винаги биват учленени с лопатката на езика. Но из различните диалекти срещаме три вида междузъбни съгласни: връхноезични междузъбни [t̺͆/d̺͆ n̺͆ l̺͆] (чрез връхчето на езика между двата реда предни зъби); лопаткоезични междузъбни [t̻͆/d̻͆ n̻͆ l̻͆] (поставяйки връхчето на езика зад долния ред зъби, така щото лопатката да остане видима между двата реда); и зъбно-венечни [t̻̪/d̻̪ n̻̪ l̻̪] (където и връхчето, и лопатката на езика допират задната част на горните зъби и самите венци).